# Croton campestris
Pour Croton campestris var. subacutus, Baill., voir Croton subacutus.
Pour Croton campestris var. atratus, Baill., voir Croton versicolor.
Espèce
Croton campestris est une espèce de plantes à fleurs du genre Croton et de la famille des Euphorbiaceae, présente au Brésil.
Il a pour synonymes :
- Croton agrarius var. laetifolius Baill. 1864
- Croton campestris var. angustifolius (Müll.Arg.) Müll.Arg., 1866
- Croton campestris var. dupariaei Baill., 1864
- Croton campestris var. genuinus Müll.Arg., 1866
- Croton campestris var. grandivelus Baill., 1864
- Croton campestris var. laetifolius (Baill.) Müll.Arg., 1866
- Croton campestris var. nigricans Baill.
- Croton laetifolius Baill. 1864
- Croton sellowianus forma angustifolius Müll.Arg., 1865
- Croton sellowianus forma brevifolius Müll.Arg., 1865
- Croton sellowianus var. tomentosus Müll.Arg., 1865
- Oxydectes campestris (A.St.-Hil.) Kuntze